# New York Film Critics Circle Awards 1970
La 36ª edizione della cerimonia dei New York Film Critics Circle Awards, annunciata il 28 dicembre 1970, si è tenuta il 18 gennaio 1971 ed ha premiato i migliori film usciti nel corso del 1970.

## Vincitori e candidati

### Miglior film
- Cinque pezzi facili (Five Easy Pieces), regia di Bob Rafelson
- Passione (En passion), regia di Ingmar Bergman
- M*A*S*H, regia di Robert Altman

### Miglior regista
- Bob Rafelson - Cinque pezzi facili (Five Easy Pieces)
- Federico Fellini - Fellini Satyricon
- Robert Altman - M*A*S*H

### Miglior attore protagonista
- George C. Scott - Patton, generale d'acciaio (Patton)
- Melvyn Douglas - Anello di sangue (I Never Sang for My Father)
- Jack Nicholson - Cinque pezzi facili (Five Easy Pieces)

### Miglior attrice protagonista
- Glenda Jackson - Donne in amore (Women in Love)
- Karen Black - Cinque pezzi facili (Five Easy Pieces)
- Liv Ullmann - Passione (En passion)

### Miglior attore non protagonista
- Chief Dan George - Il piccolo grande uomo (Little Big Man)
- Paul Mazursky - Il mondo di Alex (Alex in Wonderland)
- Frank Langella - Diario di una casalinga inquieta (Diary of a Mad Housewife)

### Miglior attrice non protagonista
- Karen Black - Cinque pezzi facili (Five Easy Pieces)
- Françoise Fabian - La mia notte con Maud (Ma nuit chez Maud)
- Ellen Burstyn - Il mondo di Alex (Alex in Wonderland)

### Miglior sceneggiatura
- Éric Rohmer - La mia notte con Maud (Ma nuit chez Maud)
- Elio Petri ed Ugo Pirro - Indagine su un cittadino al di sopra di ogni sospetto (Investigation of a Citizen Above Suspicion)